# Amphoe Tha Muang
Tha Muang (ท่าม่วง) est un district (Amphoe) situé dans la province de Kanchanaburi, dans l'ouest de la Thaïlande.
Le district est divisé en 13 tambon et 113 muban. Il comprenait plus de 105 000 habitants en 2005.